# Panther Kallista

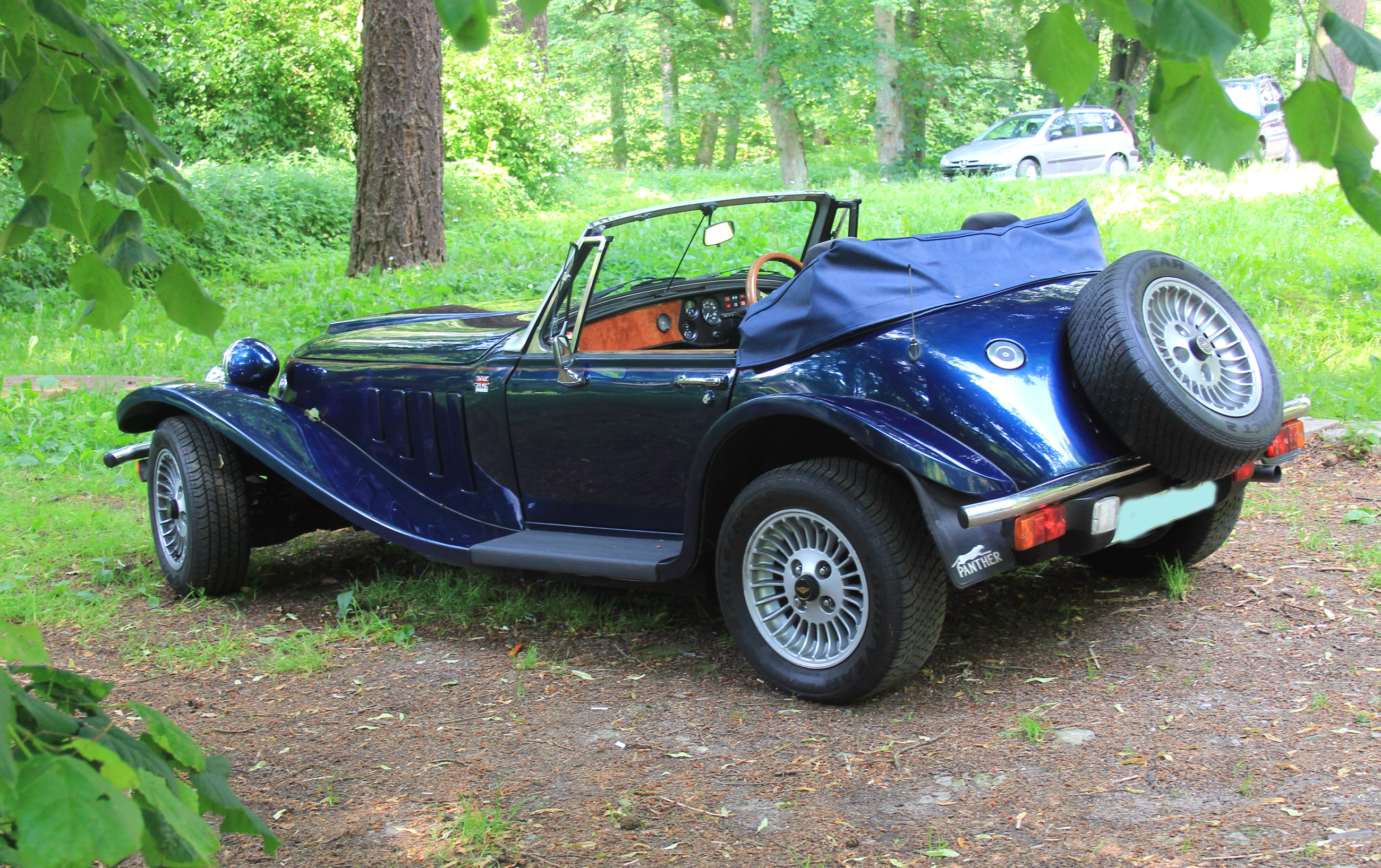
Panther Kallista

Der Panther Kallista war ein Roadster, den Panther Car Company Ltd. in Byfleet, Grafschaft Surrey im Südosten von England, von 1983 bis 1990 herstellte. Rund 1750 Fahrzeuge dieses Typs wurden gebaut. Der Designer war Robert Jankel.
Im Jahr 1992 brachte SsangYong Motor Company eine Badge-Engineering-Version des Kallista unter dem Namen SsangYong Kallista heraus; davon wurden 73 Fahrzeuge produziert.

## Antrieb
Als Antrieb des Kallista standen verschiedene Ford-Motoren zur Wahl:
- 4-Zylinder-Reihenmotor, 1597 cm³, 71 kW (96 PS) bei 6000/min, mit Doppelvergaser
- 6-Zylinder-V-Motor, 2792 cm³, 99 kW (135 PS) bei 5200/min, mit Doppelvergaser
- 6-Zylinder-V-Motor, 2792 cm³, 110 kW (150 PS) bei 5700/min, mit Benzineinspritzung
- 6-Zylinder-V-Motor, 2935 cm³, 110 kW (150 PS) bei 5700/min, mit Benzineinspritzung

Der Wagen hatte ein von Hand zu schaltendes Fünfganggetriebe und Kardanantrieb auf die Hinterräder. In Verbindung mit den 6-Zylinder-Motoren war auf Wunsch ein Automatikgetriebe lieferbar. Die Höchstgeschwindigkeit der leistungsstärksten Varianten lag bei etwa 195 km/h, die Beschleunigung von 0 auf 100 km/h bei 7,5 Sekunden.

## Fahrwerk und Karosserie
Das Fahrwerk bestand aus einem Kastenrahmen, einer vorderen Radaufhängung an Dreiecksquerlenkern mit Schraubenfedern und Stabilisator sowie einer an oberen und unteren Längslenkern geführten Starrachse mit Panhardstab hinten. Hinzu kamen Teleskopstoßdämpfer sowie Scheibenbremsen vorn und Trommelbremsen hinten mit Bremskraftverstärker. Die Karosserie war ein Aufbau aus Leichtmetall, dessen Teile aus Korea zum Zusammenbau bei Panther importiert wurden.

Panther Kallista 2,8 L bei einer Oldtimer-Veranstaltung 2015
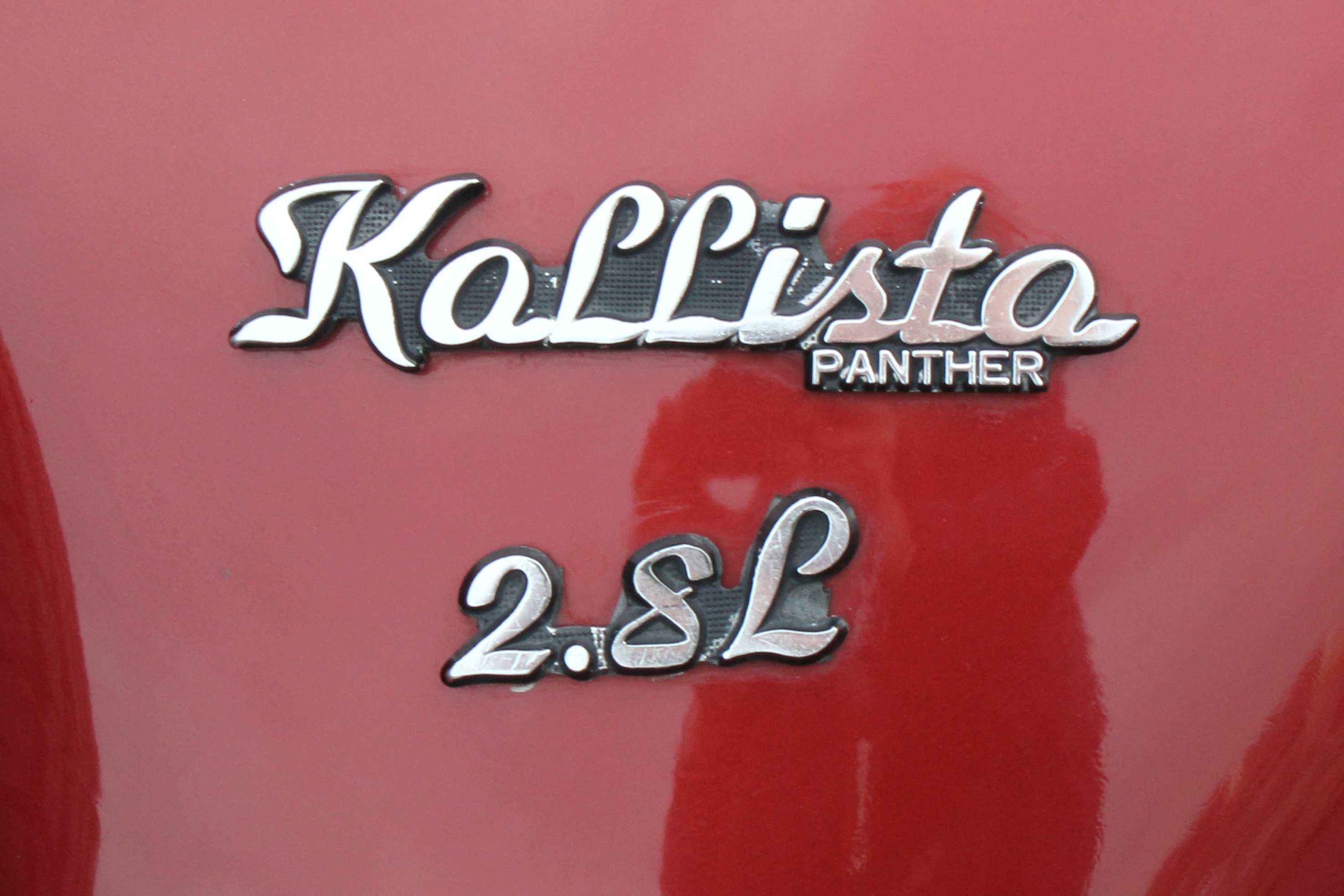
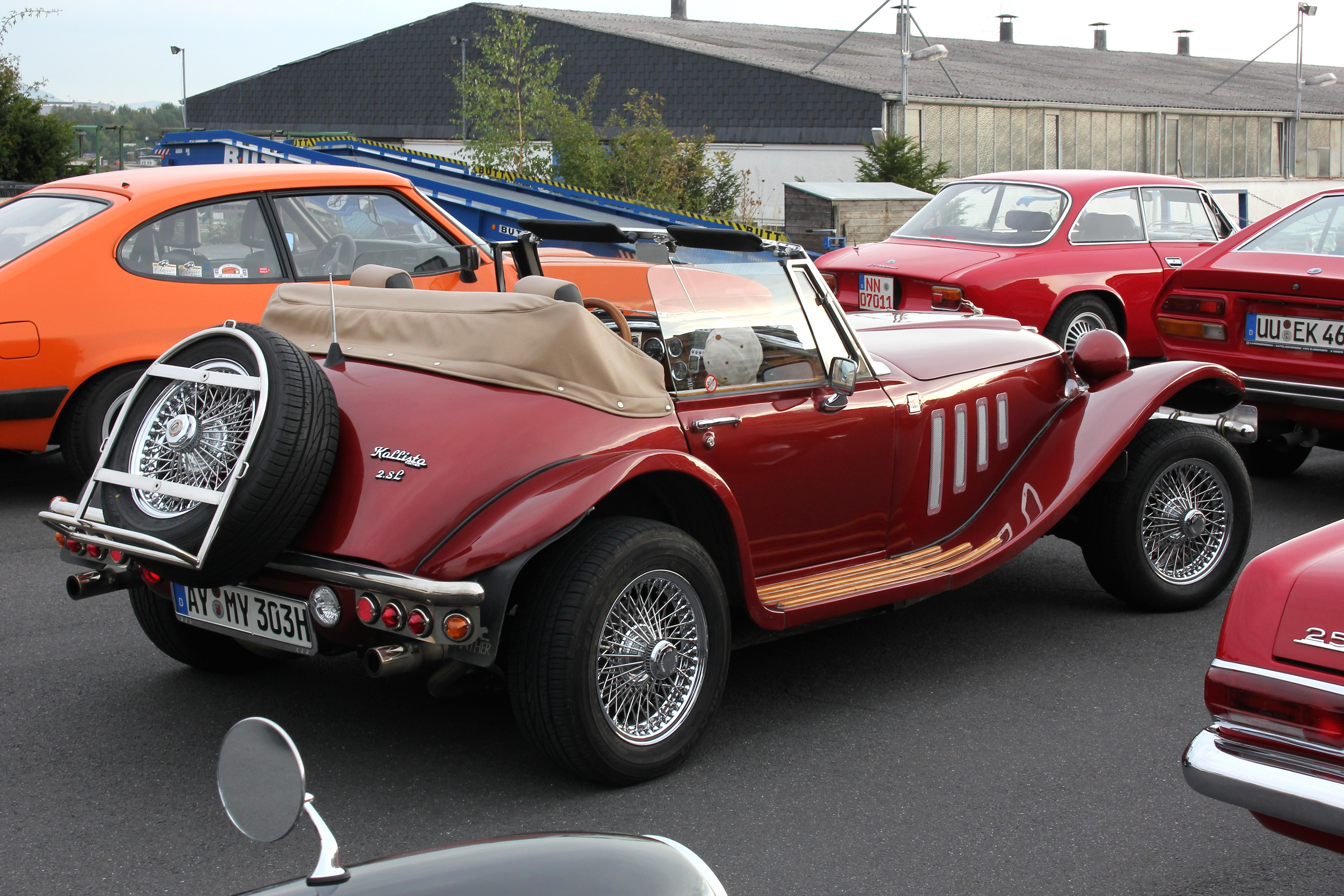
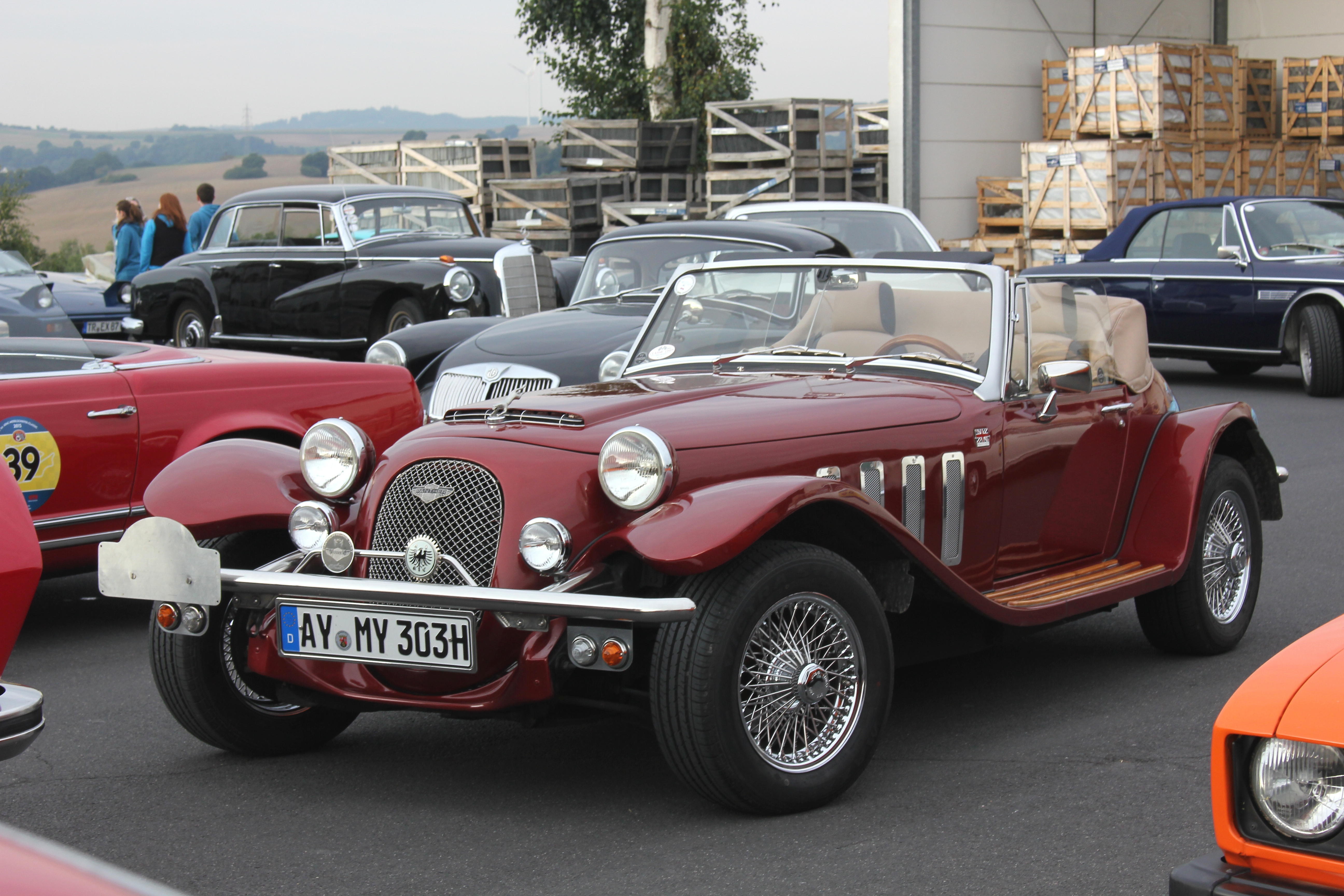
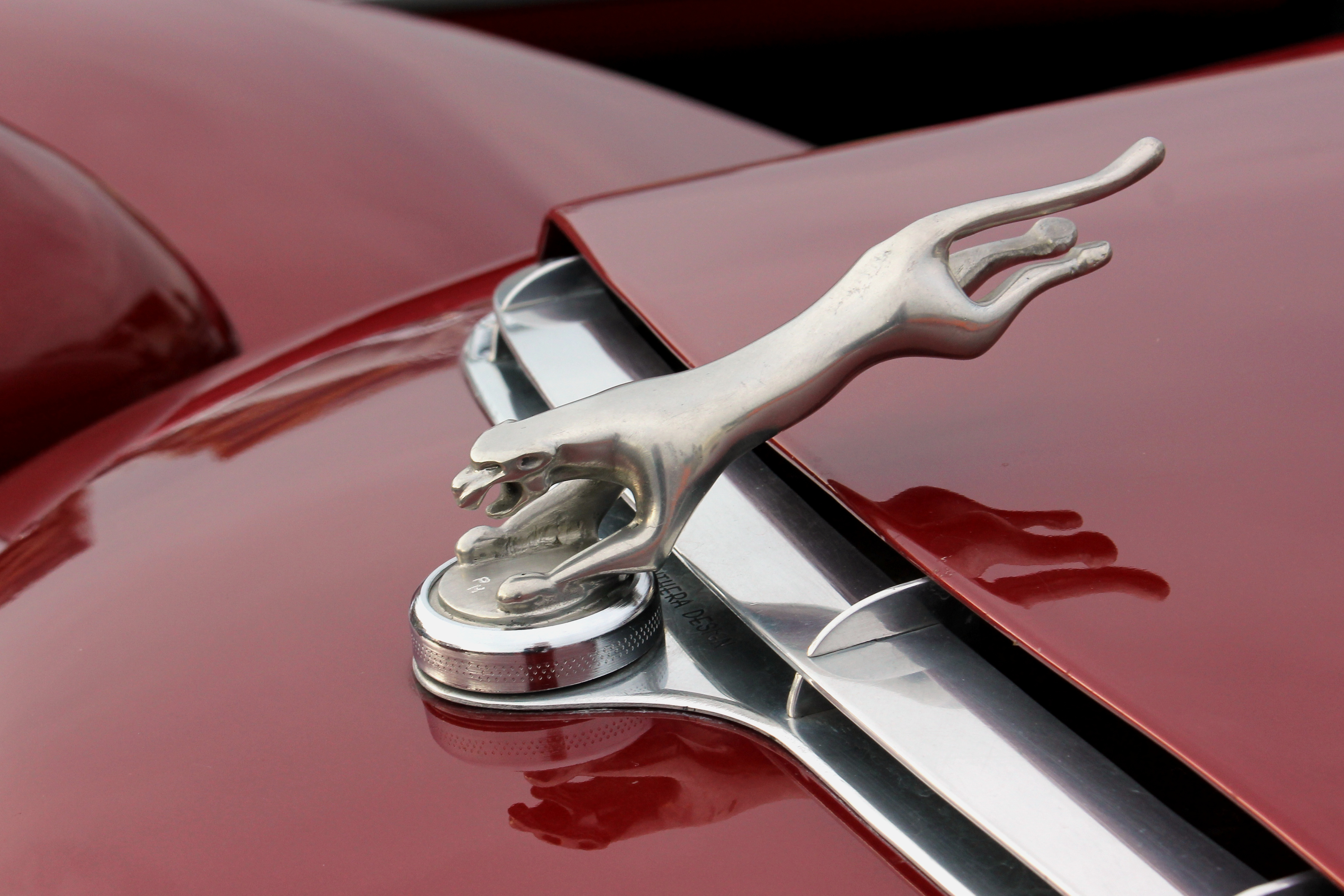